# Telégrafo en Uruguay
Uruguay fue pionero en el uso del telégrafo.

## Historia
Una de las primeras experiencias en América del Sur con el telégrafo se efectuó en 1855 en Montevideo, cuando Adolfo Bertonnet, un mecánico armero francés que durante la Guerra Grande había servido en el Gobierno de la Defensa, envió un mensaje transmitido desde el Cabildo hasta la casa n.º 105 de la calle Colón, a unas diez cuadras, en el actual barrio de la Ciudad Vieja.
En 1865 la firma que integraban Juan Proudfoot y Mateo Gray tendió el cable submarino entre Montevideo y Buenos Aires, dirigidos por el ingeniero Juan Oldham. Con esta línea comenzaron a funcionar tres estaciones, aparte de las de Montevideo y Colonia: Canelones, San José de Mayo y Rosario, inaugurándose oficialmente el 28 de noviembre de 1866, cuando el presidente Venancio Flores y sus ministros concurrieron al acto inaugural que se realizó en la Bolsa de Comercio, antigua sede del servicio telegráfico.
El resto del Uruguay fue alcanzado luego con el tendido ferroviario y por empresas particulares. En 1873 se iniciaron las obras de tendido de las líneas telegráficas con un recorrido de 4.357 km y un movimiento de 232.000 despachos. Para 1900 ya eran 5.700 km y 397.000 los despachos.
En 1904 la Wireless Telegraph & Signal Company ofreció al gobierno uruguayo establecer en la zona este del país una estación de telegrafía sin hilos (mediante ondas hertzianas) y otra en la costa de la Villa del Cerro para la comunicación comercial con Argentina, que el Estado finalmente aceptó.
En 1907 el Estado uruguayo compró la red Platino Brasileña de 687 km, y en 1910 se resolvió construir nueve torres de telegrafía sin hilos en el Cerrito de la Victoria y dos estaciones más instaladas en buques de la Armada y en los faros de la Isla de Lobos.
En 1914 la red del Telégrafo Oriental pasó a manos del Estado. Los avances técnicos hicieron que la radiotelegrafía sin hilos pudiese transmitir la voz y el sonido, lo que dio origen a la radiotelefonía, inaugurada en 1922 con las transmisiones en vivo y en simultáneo de las radios Paradizábal y General Electric, que en 1931 pasó a llamarse El Espectador.
En 1952 se creó la Administración de Ferrocarriles del Estado (AFE) que utilizó el telégrafo tanto para la marcha de los trenes como para las comunicaciones personales hasta la década de 1990, cuando fue sustituido por medios de radiocomunicación.
En la segunda mitad del siglo XX, la popularización gradual de los teléfonos prácticamente acabó con el telégrafo en Uruguay.